# Курганский сельсовет (Гомельская область)
Курганский сельсовет — административная единица на территории Рогачёвского района Гомельской области Республики Беларусь. Административный центр — агрогородок Курганье.

## История
Курганский сельский Совет был образован в 1924 году.

## Состав
Курганский сельсовет включает 9 населённых пунктов:
- Берёзовый Гай — деревня.
- Каменка — деревня.
- Курганье — агрогородок.
- Малашковичи — деревня.
- Новый Кривск — деревня.
- Осмоловичи — деревня.
- Перекоп — деревня.
- Рысков — деревня.
- Старый Кривск — деревня.

## Население

### Численность
- 2019 год — 373 двора, 771 житель.